# CSS-10
CSS-10 byl polský školní, cvičný letoun vyvinutý ve varšavském středisku CSS (Centralne Studium Samolotów, Centrum pro studium letadel) po druhé světové válce na přelomu 40. a 50 let. Výroba letounů byla uskutečněna podniku polského leteckého průmyslu PZL Mielec.

## Vznik a vývoj
V roce 1946 z podnětu prof. Franciszka Misztala z Varšavské technické univerzity (Politechnika Warszawska) bylo vytvořeno středisko Centrum pro studium letadel (CSS), ve kterém shromáždil skupinu zkušených leteckých inženýrů a mladých studentů v oblasti letectví.
V roce 1946 obdrželo středisko CSS pokyn od ministerstva komunikací na vývoj tří letadel: školní-výcvikové, akrobatické a turistické. První byl návrh školního letadla (vyvinut v roce 1947), které dostalo název CSS-10. Letoun navrhli prof. Franciszek Misztal a inženýr Stanisław Lassota. Dokumentace byla vytvořena za pomoci studentů Strojírenské školy Hipolita Wawelberga a Stanisława Rotwandy během akademického roku 1946/1947.
Protože stavba v dílnách CSS v Okęcie nebyla možná, oba prototypy byly postaveny v PZL Mielec. První prototyp, označený jako CSS-10A, byl vybaven motorem Walter Mikron III. Zálet uskutečnil 3. září 1948 Ludwik Lech. Letadlo bylo poté vyzkoušeno v Ústředním leteckém ústavu, kde bylo zjištěno, že kvůli slabšímu motoru to není příliš šťastná konstrukce. Použití slabšího motoru znamenalo, že vzlet byl extrémně dlouhý a stoupání bylo slabé. Měl neuspokojivý výkon při tažení a rotaci. Nebyl proto vhodný pro výcvik.
Následná verze CSS-10B byla vyvinuta téměř současně, která se lišila od CSS-10A krytou kabinou. Tato verze však nepřekročila fázi projektu. V PZL Mielec byl vytvořen pouze model kabiny. 
Na základě výsledků testů CSS-10A byl v CSS navrhnut a v PZL Mielec vyroben vylepšený letoun. Prototyp, označený jako CSS-10C (výr. č. 48.014). Byly na něm provedeny konstrukční opravy a byl vybaven výkonnějším motorem Walter Minor 4-III. Tento prototyp byl zalétán 24. dubna 1949 Ludwikem Lechem a poté byl testován v Ústředním leteckém ústavu od 23. do 22. prosince 1951. Měl dobrý výkon, vhodný i pro provádění akrobacie. Po provedení nezbytných zkoušek v roce 1952 byl schválen pro lety jako výcvikový letoun. Letoun se vyznačoval minimalizovanými požadavky na délku přistávací a vzletové dráhy. U CCS-10 to bylo pro vzlet 130 m a pro přistání 90 m (STOL).
Bylo plánováno v rámci tříletého plánu rekonstrukce (1947-1949) vyrobit 40 letadel tohoto typu, ale kvůli nedostatku motorů byl projekt nakonec opuštěn. Polské letectví usilovalo o nakoupení licencí k výrobě motorů Mikron III a Minor 4-III, ale Motorlet n.p., Praha - Jinonice (bývalá A.S. Walter) "nepodepsal" smlouvu na výrobu motorů v licenci, resp. nedošlo k dohodě s jeho nadřízeným orgánem Československé závody kovodělné a strojírenské (ČZKS), národní podnik přes PZO Kovo Ltd. Polská strana totiž sama přerušila rozhovory a jednání o licenci. Následně bylo rozhodnuto koupit motory přímo z Československa, ale jen v nezbytně nutném množství.
V roce 1949 bylo učiněno rozhodnutí o likvidaci CSS, ale tento proces trval až do počátku roku 1951. V roce 1950 bylo středisko CSS oficiálně zrušeno a na jeho základech byla vytvořena letecká továrna WSK-4, která v roce 1956 změnila název na WSK PZL Warszawa-Okęcie a výrobní podnik letounů CCS-10 v Mielci nesl potom název WSK PZL Mielec.

## Popis letounu
Letoun CSS-10 byl cvičný a sportovní stroj, schopný též provádět prvky akrobacie. Byl to dvoumístný dolnoplošník smíšené konstrukce.
Křídlo s lichoběžníkovým obrysem a se zaoblenými konci mělo u trupu částečně odříznutou zadní hranu, aby se zlepšila viditelnost i z druhé kokpitu. Křídlo bylo s jedním nosníkem, s překližkou na náběžné hraně a zadní částí potaženou plátnem. Trup příhradové konstrukce byl svařen z ocelových trubek a byl kryt v přední části plechem, na zadní části plátnem. V oblasti kabiny byl pokryt plechem z duralu. Kabina byla pro dvoučlennou posádku nekrytá, v tandemovém uspořádání.
Druhý kokpit byl umístěn výše než první, což bylo charakteristické pro obě konstrukce CSS-10. Přední sedadlo bylo o něco níže, aby se dosáhlo dobré viditelnosti i ze zadního místa. Aby byla zvýšena bezpečnost posádky v případě převráceni letounu na zemi, byla za kabinou vyvedena trojúhelníková pyramida svařená z ocelových trubek, která by v případě nehody udržela trup v bezpečné vzdálenosti od země. Ocasní plochy ze dřeva, dřevěná kostra kormidla byla pokryta plátnem. Klasický pevný, masivní podvozek. Každá z variant CSS-10 měla jiný motor značky Walter.

CSS-10A, skica

## Použití
Letoun CSS-10C byl zaveden v leteckém rejstříku s imatrikulací SP-BAK. Letoun byl krátce používán Aeroklubem Polské republiky (A.R.P.)
V letech 1952-1955 byla letadla zaparkována tzv. za hangárem. Letoun CSS-10A byl později rozebrán a CSS-10C byl v roce 1956 zrekonstruován varšavskou pobočkou A.R.P. z Okęcie. Byl v tomto roce i vystaven na letecké výstavě, která se konala ve Varšavě-Okęcie. Pro případné létání bylo třeba znovu obnovit (opravit) podvozek. Ale když byla pobočka tohoto aeroklubu rozpuštěna, rekonstrukce už nebyla dokončena. Letadlo bylo zrušeno a vymazáno z leteckého rejstříku v roce 1960.

## Varianty
- CSS-10A: první prototyp s motorem Walter Mikron III
- CSS-10B: druhý prototyp s krytou kabinou, nebyl vyroben
- CSS-10C: třetí prototyp s motorem Walter Minor 4-III

## Uživatelé
- Polsko
  - Aeroklub republiky Polské (A.R.P.)

## Specifikace
Data pro CCS-10C dle

### Technické údaje
- Posádka: 2 (instruktor a žák)
- Rozpětí: 10,58 m
- Délka: 7,55 m
- Výška: 1,91 m
- Nosná plocha: 15,73 m2
- Plošné zatížení: 48,1 kg/m2
- Hmotnost prázdného letounu: 505 kg
- Vzletová hmotnost: 756 kg
- Pohonná jednotka pro CSS-10A: 1× čtyřválcový vzduchem chlazený invertní motor Walter Mikron III
- Výkon pohonné jednotky Mikron III:
  - maximální, vzletový: 51,5 kW/70 k při  2800 ot/min
  - nominální, jmenovitý: 47,8 kW/65 k při 2600 ot/min
- Pohonná jednotka pro CCS-10C: 1× čtyřválcový vzduchem chlazený invertní motor Walter Minor 4-III
- Výkon pohonné jednotky Minor 4-III:
  - maximální, vzletový: 77 kW/105 k při 2500 ot/min
  - nominální, jmenovitý: 59 kW/80 k při 2350 ot/min
- Vrtule: dvoulistá dřevěná s pevnými listy

### Výkony
- Maximální rychlost: 185 km/h
- Cestovní rychlost: 152 km/h
- Přistávací rychlost: 72 km/h
- Dostup:  4 900 m
- Dolet: 440 km
- Stoupavost: 3,5 m/s